# Castanospermum australe
Castanospermum és un gènere monotípic de plantes de la família de les lleguminoses. La seva única espècie és Castanospermum australe, essent originària de la costa est d'Austràlia, distribuint-se per Queensland, Nova Gal·les del Sud, Nova Caledònia i Vanuatu.

## Descripció
Es tracta d'una planta perennifòlia de port arbori, que arriba a assolir els 40 m d'alçada, tot i que normalment la seva longitud és molt més reduïda.
Les fulles són imparipinnades, de 15 cm de longitud i de 6 a 7 cm d'amplada. Posseeixen d'11 a 15 folíols per fulla, de consistència coriàcia.
Les flors són papilionades, de color vermell i groc, llargament peciolades, produïdes en raïms de 6 cm de longitud, tenen una mida de 3 a 4 cm. El calze és gruixut, acolorit, amb 5 dents curtes i amples. Amb relació a la corol·la, l'estendard és obovat-orbicular, recorbat. La resta dels pètals són més curts, erectes, desiguals i lliures. L'androceu té 10 estams lliures.
Els fruits són llegums, dehiscents, cilíndrics, de 12 a 20 cm de longitud i 4 a 6 cm de diàmetre. El seu interior està dividit en compartiments mitjançant una placenta esponjosa: això delimita unes quatre o cinc cel·les, cadascuna de les quals conté una llavor semblant a les castanyes.

## Usos
Les llavors són verinoses, però la seva toxicitat es pot evadir mitjançant un tractament culinari acurat, que inclou el rentat, la cocció i el torrat. És també emprada a jardineria, com a planta d'exterior.
La fusta posseeix un gran interès econòmic: similar a la de la noguera, posseeix una textura suau, finament granulada, que arriba a un polit molt delicat. Posseeix l'inconvenient que és poc durable. El nom comercial de la fusta de C. austral és black bean. No està subjecta a regulació comercial mitjançant el tractat CITES. Posseeix unes línies de creixement molt marcades, i un duramen de color cafè, amb vetes pronunciades. El color de l'albeca és diferent del color del duramen. No posseeix cap olor característic, o aquest hi és absent.

## Galeria

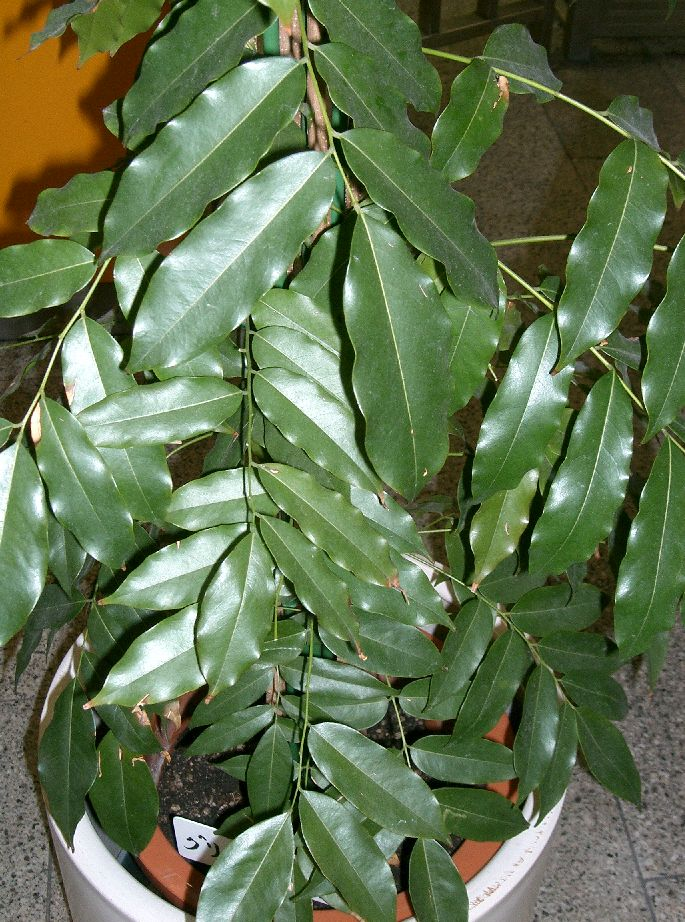
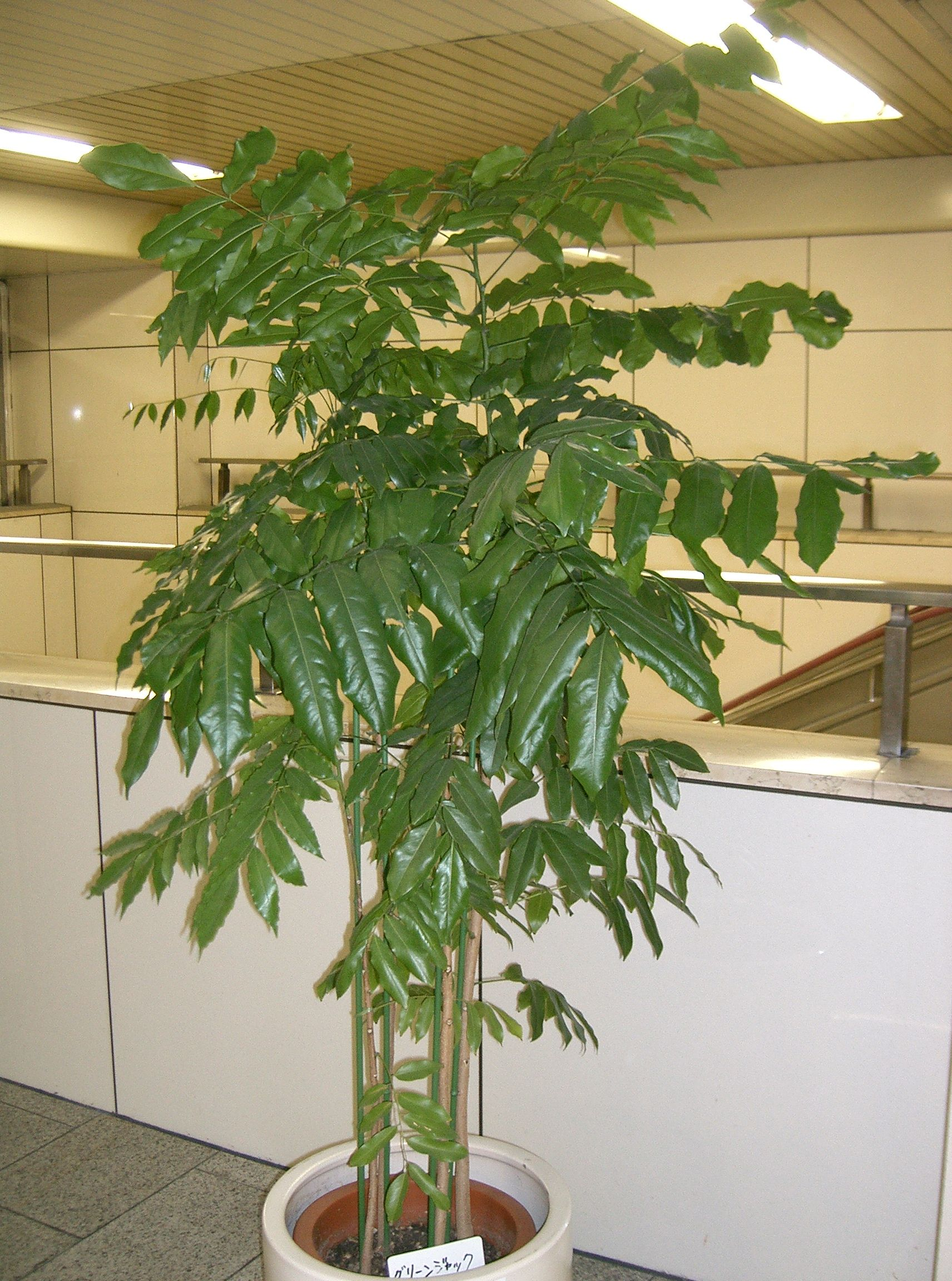
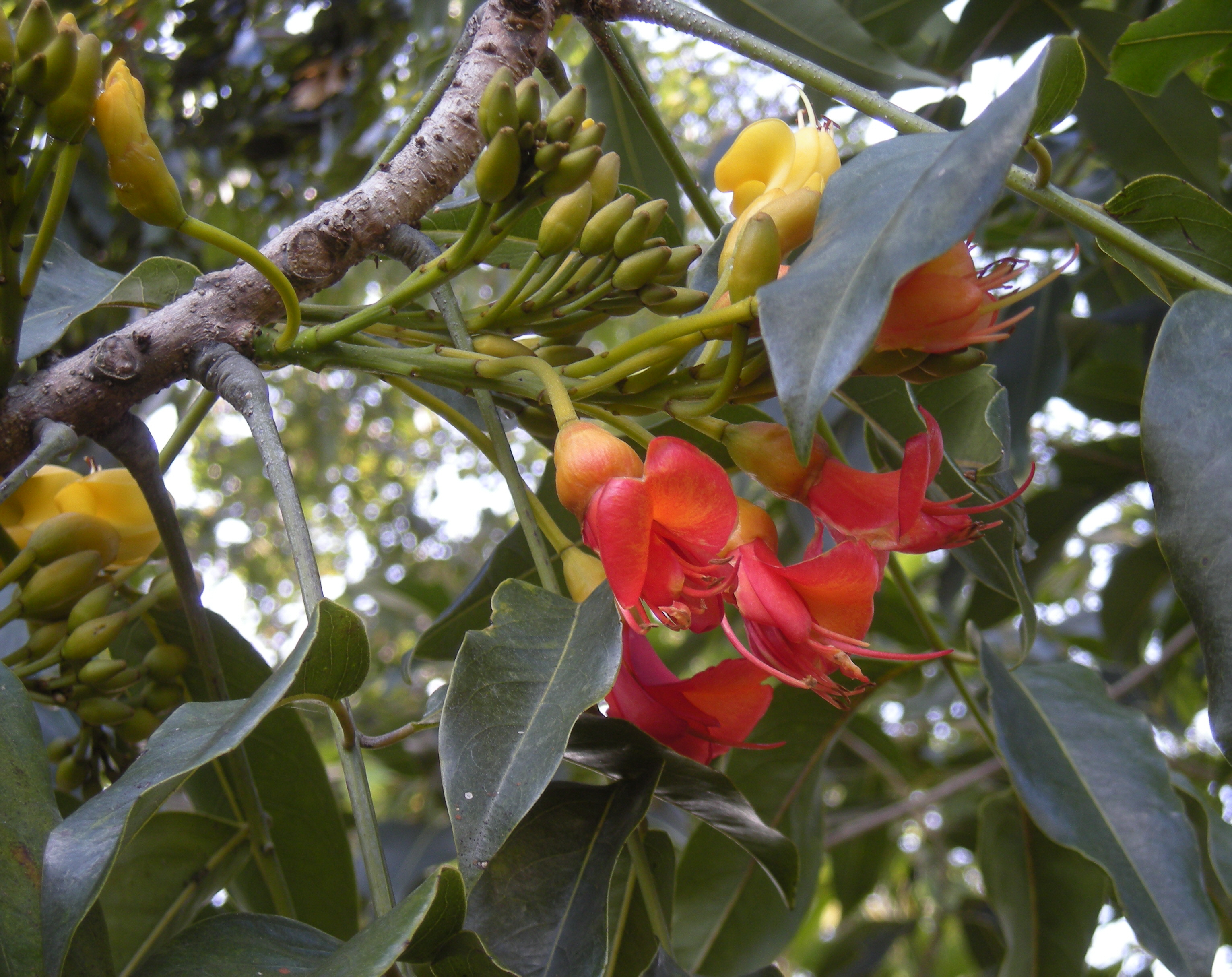